# Мобильная дисконтная карта
 'Мобильная дисконтная карта' (мобильный штрихкод, электронный купон, ваучер, талон и т. п.) — это дисконтная карта или электронный билет, эмитированный в виде электронной записи в базе данных дисконтного клуба или системы, предоставляющая услуги с помощью электронных билетов (например авиакомпании, использующие технологию электронного авиабилета, и распространяется при помощи в электронных носителей информации, содержит в себе любое средство идентификации (штрихкод, запись в базе данных, цифровая подпись, уникальный идентификатор и т. п.)

## Принципы работы
Принципы работы, отличающие обычную дисконтную карту от мобильной (электронной) заключается в способе доставки, хранения и взаимодействия покупателя с продавцом и дисконтной системой. Также существует разделение по принципам хранения информации: либо информация о скидке хранится в виде записи в базе данных эмитента карты (дисконтная система, продавец), либо скидка предоставляется без сверки с базой данных.
Специальные устройства хранения мобильных (электронных) дисконтных карт:
- Смарт-карты — Бумажная или пластиковая карточка оснащена чипом, который содержит уникальный идентификатор записи в базе данных эмитента или кассовой системе через которую предоставляется услуга;
- Touch Memory — цифровой идентификатор или билет, содержащий статический код и распространяется на специальных носителях Touch Memory;
- чип радиочастотной идентификации — бесконтактная система, содержит уникальный статический или динамический идентификатор;

Обычные устройства хранения мобильных (электронных) дисконтных карт:
- Мобильный телефон, КПК — MIDlet или запись в мидлете — система хранения и распространения информации о скидках, статичный или динамический идентификатор, использующий технологии Java-программ для мобильных устройств J2ME. Предоставляет возможности online обновление информации, систем подтверждения и дополнительных средств идентификации. Как правило, использует мобильную связь для доступа к базам данных через Интернет.

Отдельно нужно отметить электронные дисконтные карты и коды, которые могут быть доступны с любого мобильного или стационарного устройства имеющего доступ в Интернет или специальным трансляторам Bluetooth. Такие карты и коды публикуются на сайтах и относятся к категории мобильных и/или электронных потому, что не требуют их переноса или воспроизведения иным, кроме электронного, способом. Такие карты, как правило, или доставляются или хранятся в мобильных устройствах. Как правило, они предоставляется в рекламных материалах, промоциях и распространяется электронными каналами — электронная почта, публикации на сайтах, короткими сообщениями и через Bluetooth. Как система идентификации распространена в авиакомпаниях и у эмитентов, предоставляющих услуги с полной идентификацией личности. Используется как авиабилет, требует дополнительного предъявления документа, идентифицирующего личность.

## Типы скидок которые предоставляются мобильными дисконтными картами
Поскольку фактически мобильная дисконтная карта является расширением обычных систем предоставления скидок, она имеет тот же список типов скидок, что и обычная дисконтная система. Но в отличие от не электронных дисконтных систем дополнительно имеет возможности предоставления скидок с временными ограничениями, акционных программ, систем резервирования товаров со скидкой и систем заказа.
; 